# Olanchito
Olanchito es una ciudad y un municipio del departamento de Yoro, en la República de Honduras. Conocido como la Ciudad Cívica de la República de Honduras, nombrada así por el memorable profesor Max Sorto Batres y por ser cuna de escritores, dramaturgos 
pintores.
Actualmente es la decimoquinta #15 ciudad más poblada de Honduras y se posiciona como el decimotercero #13 municipio más poblado del país. Además, es la segunda ciudad más importante en el Departamento de Yoro en población, comercio e infraestructura por detrás de El Progreso.
Olanchito esta ubicado a 267 kilómetros de San Pedro Sula viajando por la carretera RN23 atravesando todo el departamento de Yoro aunque la ruta mas usada es por la carretera CA13 por Atlantida a causa que la carretera RN23 tiene un largo tramo sin pavimentar, el pavimento finaliza 5 km antes de llegar al municipio de Jocón, de hecho un tramo carretero muy escabroso con una ruta muy difícil, complicada y peligrosa ya que hay zonas muy despobladas que no hay ni agua, tan solo arboles y montaña.
Olanchito esta a 108 kilómetros de la cabecera departamental de Yoro que es la ciudad de Yoro, la ciudad de la lluvia de peces.
Teniendo una extensión territorial aproximada de 2,028 km, está conformado por 70 aldeas y 450 caseríos registrados en el Censo Nacional de Población y Vivienda de 2020, el código de identificación y administración geográfica de Olanchito, Yoro es 1807.
Ramón Amaya Amador: fue uno de los autores intelectuales de la huelga de 1954 pues tenia muchos escritos referente a ese tema y escribió el libro mas famoso que trata de la vida miserable que los antiguos campeños tenían en las fincas donde trabajaban, también cuenta como la UFCO coaccionaba a los dueños de tierras para que las vendieran y convertirlas en fincas de banana.

## Toponimia
El nombre de Olanchito proviene de la palabra diminutiva de Olancho.

## Origen del municipio
Se dice que la actual ciudad cívica de Olanchito fue fundada por el capitán Diego de Alvarado en 1523, al principio solo era un pequeño asentamiento, pero con el tiempo fue más poblado y un evento en el departamento de Olancho le dio un empuje fuerte, así comenzó su nombre de San Jorge de Olanchito.
En el primer recuento de población en 1791 aparece como cabecera de curato y en la división política territorial de 1889 figura como distrito formado por el municipio de Olanchito y Arenal.
La ciudad debe su nombre según una de las versiones históricas; a pobladores de la localidad de San Jorge de Olancho quienes afectados por el derrumbe del cerro El Boquerón, se vieron obligados a migrar a otro territorio fundando una pequeña localidad conocida como San Jorge de Olanchito, con el paso del tiempo la población se fue incrementando y creciendo tanto económica como políticamente y entonces la ciudad fue tomando forma y adquirió el nombre de Olanchito.

## Límites
| Orientación | Límite                                     |
| ----------- | ------------------------------------------ |
| Norte       | Municipio de La Masica, Atlántida          |
| Norte       | Municipio de San Francisco, Atlántida      |
| Norte       | Municipio de El Porvenir, Atlántida        |
| Norte       | Municipio de La Ceiba, Atlántida           |
| Norte       | Municipio de Jutiapa, Atlántida            |
| Sur         | Municipio de Jocón, Yoro                   |
| Sur         | Municipio de Arenal, Yoro                  |
| Sur         | Municipio de Mangulile, Olancho            |
| Sur         | Municipio de La Unión, Olancho             |
| Sur         | Municipio de Esquipulas del Norte, Olancho |
| Sur         | Municipio de Guata, Olancho                |
| Sur         | Municipio de Gualaco, Olancho              |
| Este        | Municipio de Sonaguera, Colón              |
| Este        | Municipio de Sabá, Colón                   |
| Oeste       | Municipio de Yoro, Yoro                    |

## Economía
La ciudad de Olanchito ha sido muy influenciada económicamente desde hace mas de cien años por la Standard Fruit Company; compañía subsidiaria de la United Fruit Company (UFCO) que inicio operaciones en Honduras en 1912 convirtiendo a la Vaccaro Brothers en Standard Fruit Company (SFC), esta se extendió comprando tierras a los campesinos para convertirlas en campos de cultivo de banana que aun en la actualidad son campos de banana, en esta zona los mas importantes son: Coyoles Central y Palo Verde, existen muchos campos mas pero estos dos fueron siempre los mas importantes porque en Coyoles Central están las oficinas principales de administración de la Standard Fruit Company y en el pasado estaba la central principal del ferrocarril Standard, En Palo Verde esta la pista del aeropuerto de Coyoles, siempre de la SFC.
Hoy en día la ciudad de Olanchito es la segunda ciudad más importante del departamento de Yoro gracias a sus crecientes logros en la educación, industria, ganadería y agricultura.

## Personas destacadas
|  | Nombre               | Mérito |
|  | Ramón Amaya Amador   | Reconocido y famoso escritor hondureño. |
|  | Joaquin Reyes Tejeda | Promotor de la educacion en Honduras. |
|  | Mario Tomas Barahona | Reconocido pastor, político y teólogo hondureño famoso por desafiar el sistema en promover la participación de hombres de Dios en la politica. |
|  |                      | |

## División Política
Aldeas: 70 (2024)
Caseríos: 450 (2013)
| Código | Aldeas                         |
| ------ | ------------------------------ |
| 180701 | Olanchito                      |
| 180702 | Agalteca                       |
| 180703 | Agua Caliente                  |
| 180704 | Armenia                        |
| 180705 | Bálsamo Oriental               |
| 180706 | Barranco                       |
| 180707 | Boca de Mame                   |
| 180708 | Briones                        |
| 180709 | Calpules                       |
| 180710 | Campo Agua Buena               |
| 180711 | Campo Bálsamo                  |
| 180712 | Campo Calpules                 |
| 180713 | Campo El Chorro                |
| 180714 | Campo Limones No 4 O A         |
| 180715 | Campo Limones No 6             |
| 180716 | Campo Nerones                  |
| 180717 | Campo Nuevo                    |
| 180718 | Campo Palo Verde No 2          |
| 180719 | Campo Trojas A O No 3          |
| 180720 | Campo Trojas B O No 3          |
| 180721 | Carbajales                     |
| 180722 | Clifton                        |
| 180723 | Cooperativa Brisas de Cuyamapa |
| 180724 | Cooperativa Doce de Diciembre  |
| 180725 | Coyoles                        |
| 180726 | Coyoles Central                |
| 180727 | Chorrera                       |
| 180728 | El Carril                      |
| 180729 | El Cerro                       |
| 180730 | El Coyolar                     |
| 180731 | El Chaparral                   |
| 180732 | El Juncal                      |
| 180733 | El Nance                       |
| 180734 | El Ocote                       |
| 180735 | El Terrero                     |
| 180736 | El Urraco                      |
| 180737 | La América                     |
| 180738 | La Florida                     |
| 180739 | La Hicaca                      |
| 180740 | La Libertad                    |
| 180741 | La Reforma                     |
| 180742 | La Sabana de San Carlos        |
| 180743 | La Veguita                     |
| 180744 | Las Flores                     |
| 180745 | Las Hicotecas                  |
| 180746 | Las Minas                      |
| 180747 | Maloa                          |
| 180748 | Medina                         |
| 180749 | Nueva Méndez                   |
| 180750 | Nombre de Jesús                |
| 180751 | Potrerillos                    |
| 180752 | Puerto Escondido               |
| 180753 | Sabanetas                      |
| 180754 | San Carlos                     |
| 180755 | San Dimas                      |
| 180756 | San Francisco                  |
| 180757 | San Jerónimo                   |
| 180758 | San José                       |
| 180759 | San Juan                       |
| 180760 | San Lorenzo Abajo              |
| 180761 | San Lorenzo Arriba             |
| 180762 | San Marcos                     |
| 180763 | Santa Bárbara                  |
| 180764 | Tacualtuste                    |
| 180765 | Teguajinal                     |
| 180766 | Las Tejeras                    |
| 180767 | Tepusteca                      |
| 180768 | Trojas                         |
| 180769 | Perritos                       |
| 180770 | Sabana Larga                   |

## Deportes
El Social Sol juega en la Segunda División de Honduras y jugo una temporada en la Liga Nacional de Honduras. Hace de local en el Estadio San Jorge.